# GNOME
GNOME je programska oprema grafičnega namiznega okolja, ki je enostavno za uporabo in je prosto programje. Je tudi privzeto namizno okolje projekta GNU, kratica GNOME torej pomeni GNU Network Object Model Environment, ampak ta razlaga kratice je sedaj že zastarela.
Pri projektu GNOME poudarjajo preprostost, uporabnost, dostopnost – okolje lahko uporablja kdorkoli in internacionalizacija – prevajanje okolja v čim več jezikov. Za razvoj grafičnega vmesnika uporablja GNOME knjižnico GTK+.
Začetek projekta je bil avgusta 1997, začela sta ga Miguel de Icaza in Federico Mena, njun načrt je bil narediti alternativo namiznem okolju KDE, ki bi bila za razliko od slednjega prosto programje. Kmalu zatem je tudi knjižnica Qt, ključna za KDE prav tako postala prosto programje. 
Omeniti velja tudi slabost tega okolja in sicer je uporabniški vmesnik zaradi uporabe zapletene knjižnice GTK+ v kombinaciji s programskim jezikom C veliko preprostejši za uporabo, vendar je po velikosti večji od KDE-ja in njegove knjižnice Qt, zato je tudi bolj potraten glede sistemskih zahtev in s tem tudi počasnejši.
GNOME (kot večina namiznih okolij) za delovanje potrebuje okenski sistem X, v prihodnosti pa bo razvita tudi različica GNOME-a, ki bo lahko tekla na okenskem sistemu Wayland.

## GNOME in systemd
GNOME naj bi delal na vseh Unixu podobnih sistemih, vendar sedaj temu ni več tako, saj novejše različice GNOME-a 3 za svoje delovanje zahtevajo nekatere dele programa systemd, ki deluje le na Linux sistemih. Ker je systemd med mnogi uporabniki Unixu podobnih sistemov nepriljubljen in pogosto kritiziran, ni vključen v nekatere distribucije. Uporabniki teh distribucij torej ne bi mogli uporabljati namizja GNOME, zato so razvijalci teh distribucij razvili obliže za GNOME, ki pod določenimi pogoji omogočajo poganjanje GNOME-a brez programa systemd.